# Márino (Uspénskoye, Krasnodar)
Márino (del ruso: Марьино) es un seló del raión de Uspénskoye del krai de Krasnodar, en el sur de Rusia. Está situado en la orilla izquierda del Kubán, frente a Ubézhenskaya, 11 km al noroeste de Uspénskoye y 181 km al este de Krasnodar, la capital del krai.  Tenía 2 171 habitantes en 2010
Pertenece al municipio Vólnenskoye.

## Historia
La localidad fue fundada en 1881, con el nombre de Márienfeld.

## Transporte
Al sur de la localidad se halla una plataforma ferroviaria del ferrocarril del Cáucaso Norte. Más al sur pasa la carretera federal M29 Pávlovskaya-frontera azerí.